# Jüdische Gemeinde Sommerach
Die Jüdische Gemeinde Sommerach war eine Israelitische Kultusgemeinde in der heutigen Gemeinde Sommerach im unterfränkischen Landkreis Kitzingen. Sie bestand vom 16. Jahrhundert bis ins Jahr 1902.

## Geschichte

### Der Sommeracher Judenstreit (1603–1605)
Gegen Ende des 16. Jahrhunderts war die Sommeracher Dorfherrschaft in den Händen des Klosters Münsterschwarzach. Einige Untertanen jedoch unterstanden den Markgrafen von Brandenburg-Ansbach. So waren auch die Judenfamilien im Dorf dem Markgrafen unterstellt. Am 9. November 1603 erließ der Schwarzacher Abt Johannes V. Krug ein Judenmandat, das seinen Untertanen verbot mit den Juden zu handeln. Daraufhin wandten sich die Sommeracher Juden an Joachim Ernst von Brandenburg-Ansbach.
Nachdem Krug bei Zuwiderhandlungen bereits Geld von den Juden eingetrieben hatte, suchten die Räte des Markgrafen am 21. April 1604 den Abt auf. Sie verlangten, dass er das Geld zurückgebe. Am 22. Juni 1604 wurde die Summe festgesetzt. In Sommerach sollten 1598 Gulden und 5 Heller gezahlt werden. Johannes V. Krug zahlte allerdings nur insgesamt 1200 Gulden. Hiermit gaben sich die Juden allerdings nicht zufrieden und zogen erneut den Markgrafen zu Rate.
Am 1. Dezember 1604 trafen die markgräflichen Räte erneut den Abt und forderten ihn auf auch den Rest der Summe zu zahlen. Krug verweigerte sich allerdings. Ebenso drohte er die Juden des Dorfes zu verweisen. Markgraf Joachim Ernst kündigte daraufhin Repressalien gegen die Klosteruntertanen in Sommerach an. Johannes V. Krug beugte sich dieser Ankündigung und zahlte das fehlende Geld an die jüdische Bevölkerung. Der Vorgang ging als „Sommeracher Judenstreit“ in die Geschichte ein.

### Die weitere Geschichte der Gemeinde
Die Juden in Sommerach wurden wiederum am 16. Mai 1666 fassbar. Der Sommeracher Rat beschloss an diesem Tag, den Juden bürgerlichen Schutz zu gewähren. Sie mussten allerdings dem Pfarrer und dem Schulmeister das sogenannte Judenneujahrsgeld von 4 Gulden und 30 Kreuzer leisten. Im Jahr 1679 wurde festgelegt, dass kein Jude einen anderen mehr beherbergen solle. Bei Zuwiderhandlung sollte der Münsterschwarzacher Abt 5 Gulden erhalten.
Ein fünfundzwanzigjähriger Jude aus Eichelsdorf wurde am 20. Oktober 1720 in Sommerach getauft. Die jüdische Bevölkerung war im 18. Jahrhundert häufiger Repressionen durch die katholische Mehrheitsgesellschaft ausgesetzt. So wurde ein Jude bestraft, weil er sich 1737/1738 während einer Beerdigung ungebührlich verhalten hatte. Häufiger ahndete man, wenn Juden während des Sonntagsgottesdienstes ihre Geschäfte betrieben. 1763 wuchs nach der Ausweisung der Juden aus Kitzingen die Gemeinde stark an.
Im Jahr 1811 errichtete die jüdische Gemeinde eine neue Synagoge. Nachdem die bayerische Regierung die Anzahl der Juden durch die sogenannten Matrikelplätze festgelegt hatte, lebten 18 jüdische Familien in Sommerach. Sie handelten mit Wein, Schnittwaren und mit anderen Waren. Daneben unterhielt Baruch Isaac Kelbermann eine Metzgerei im Ort. 1825 lebten insgesamt 17 Familien in Sommerach, die jüdische Gemeinde bestand aus etwa 100 Personen.
Während der antijüdischen Hep-Hep-Krawalle, bei denen es zwischen August und Oktober 1819 in über 80 Städten und Ortschaften im Deutschen Bund und über seine Grenzen hinaus zu zahlreichen Ausschreitungen und Vorfällen kam, wurde am 18. August 1819 die Synagoge von Sommerach verwüstet. Die Dorfzeitung berichtete: „Recht leid hat mir das Benehmen einiger schlechter Menschen in Sommerach gethan, die die Juden in ihrer Synagoge angefallen, alles darin zerstört und sogar, – ich mag es fast nicht sagen, – ihre heiligen Bücher, die ja auch uns heilig sind, zerrissen und zerschnitten haben. Mögen die Juden in Sommerach noch so schlecht sein, das war doch sehr unrecht“.
Die Gemeinde unterhielt im 19. Jahrhundert eine Synagoge, eine Religionsschule und eine Mikwe. Im Jahr 1839 wird als Vorbeter und Schochet Samuel Uhlfelder erwähnt. Seit dem Jahr 1863/1864 waren in Kitzingen wiederum Juden zugelassen und viele der Sommeracher jüdischen Glaubens verließen das Dorf. Die Umzüge nahmen in der Folgezeit immer mehr zu, im Jahr 1897 lebte nur noch eine jüdische Person in Sommerach.
Die Synagoge war bereits im Jahr 1873 letztmals für den Gottesdienst verwendet worden. Zu Beginn des 20. Jahrhunderts wurde sie verkauft und als Werkstatt und Scheune verwendet. Die rituellen Gegenstände aus der Synagoge kamen zumeist in die Gemeinde nach Kitzingen. Während der 1980er Jahre bestand die Synagoge weitgehend unverändert. Am 23. Mai 1991 wurde sie dennoch von der Gemeinde Sommerach abgerissen.

## Gemeindeentwicklung
Die Kultusgemeinde war ab dem Jahr 1839 dem bayerischen Distriktsrabbinat Niederwerrn zugeordnet, welches ab 1864 ins Distriktsrabbinat Schweinfurt umgewandelt wurde.
| Jahr | Mitglieder | Jahr | Mitglieder | Jahr | Mitglieder |
| ---- | ---------- | ---- | ---------- | ---- | ---------- |
| 1813 | 100        | 1830 | 89         | 1875 | 35         |